# ناغية موتلية
ناغية موتلية (الاسم العلمي:Nageia motleyi) هي نوع من النباتات تتبع جنس الناغية من الفصيلة المعلاقية.